# Solea elongata
Solea elongata är en fiskart som beskrevs av Day, 1877. Solea elongata ingår i släktet Solea och familjen tungefiskar. Inga underarter finns listade i Catalogue of Life.